# München–Regensburg-vasútvonal
A München–Regensburg-vasútvonal egy normál nyomtávolságú, kétvágányú 15 kV, 16,7 Hz-cel villamosított vasútvonal Németországban München és Regensburg között. A vasútvonal hossza 138,1 km, engedélyezett sebesség 80–160 km/h. A vonalon a müncheni S-Bahn S1-es járata is közlekedik München és Freising között. A vasútvonalat a Königlich privilegirte Actiengesellschaft der bayerischen Ostbahnen építette, a teljes vonal 1859. december 12-ig lett kész.
München és Freising között 1925. szeptember 28-ig, Landshutig 1925. október 3-ig, Neufahrnig 1926. október 1-jéig, majd Regensburgig 1927. május 10-ig lett villamosítva.